# Adonisea indiana
Adonisea indiana là một loài bướm đêm trong họ Noctuidae.